# USS Enterprise (CVN-65)
A USS Enterprise foi o primeiro porta-aviões de propulsão nuclear a fazer parte da frota da Marinha dos Estados Unidos, foi também o primeiro a ser construído no mundo com este tipo de propulsão. Com os seus 342,3 m é a mais longa embarcação militar alguma vez construída. O navio pertence a Classe de mesmo nome.
O navio saiu de serviço em 1 de dezembro de 2012, e finalmente descomissionado em 3 de fevereiro de 2017, já substituído pelo USS Gerald R. Ford (CVN-78). O nome Enterprise não será abandonado pela marinha americana. Está marcado para o ano de 2023 o comissionamento do novo USS Enterprise (CVN-80), da classe Gerald R. Ford.
O USS Enterprise é o oitavo navio da Marinha Norte Americana a receber este nome.

## História
O navio foi construído pela Newport News Shipbuilding Co. e entrou em operação em 25 de Novembro de 1961.
O plano original previa a construção de seis navios na Classe Enterprise, somente o CVN-65 foi concluído. O cancelamento dos demais foi motivado pelos elevados custos.

## Aeronaves
- 2 esquadrões F/A-18 (E/F)
- 4 EA-6B Prowler
- 4 E-2C Hawkeyes
- 6 SH-60F (helicópteros)
- 4 HH-60H (helicópteros)

## Tripulação
- 3 200 (navio)
- 2 480 (aviação)
- 5 680 (total)[1]

## Imagens

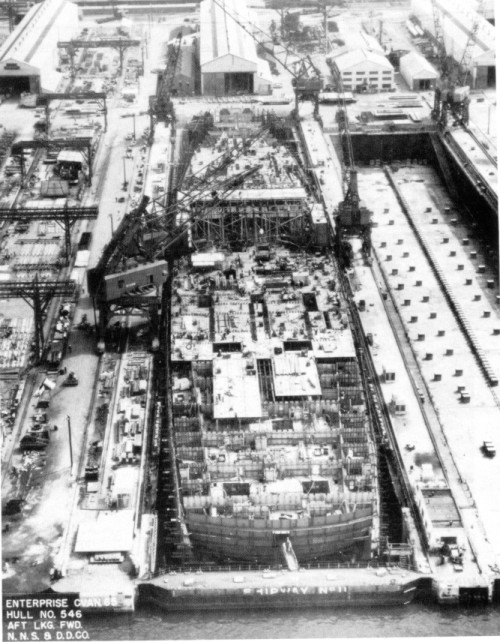
Durante construção
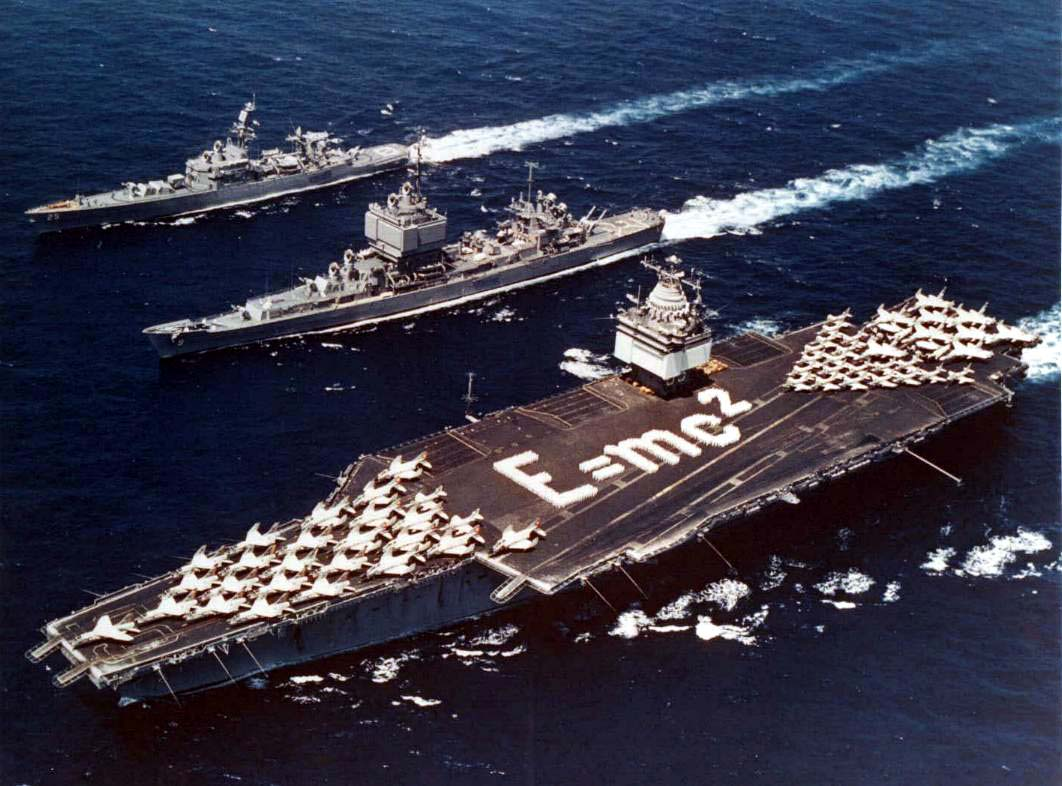
Nuclear Task Force One no Mar Mediterrâneo
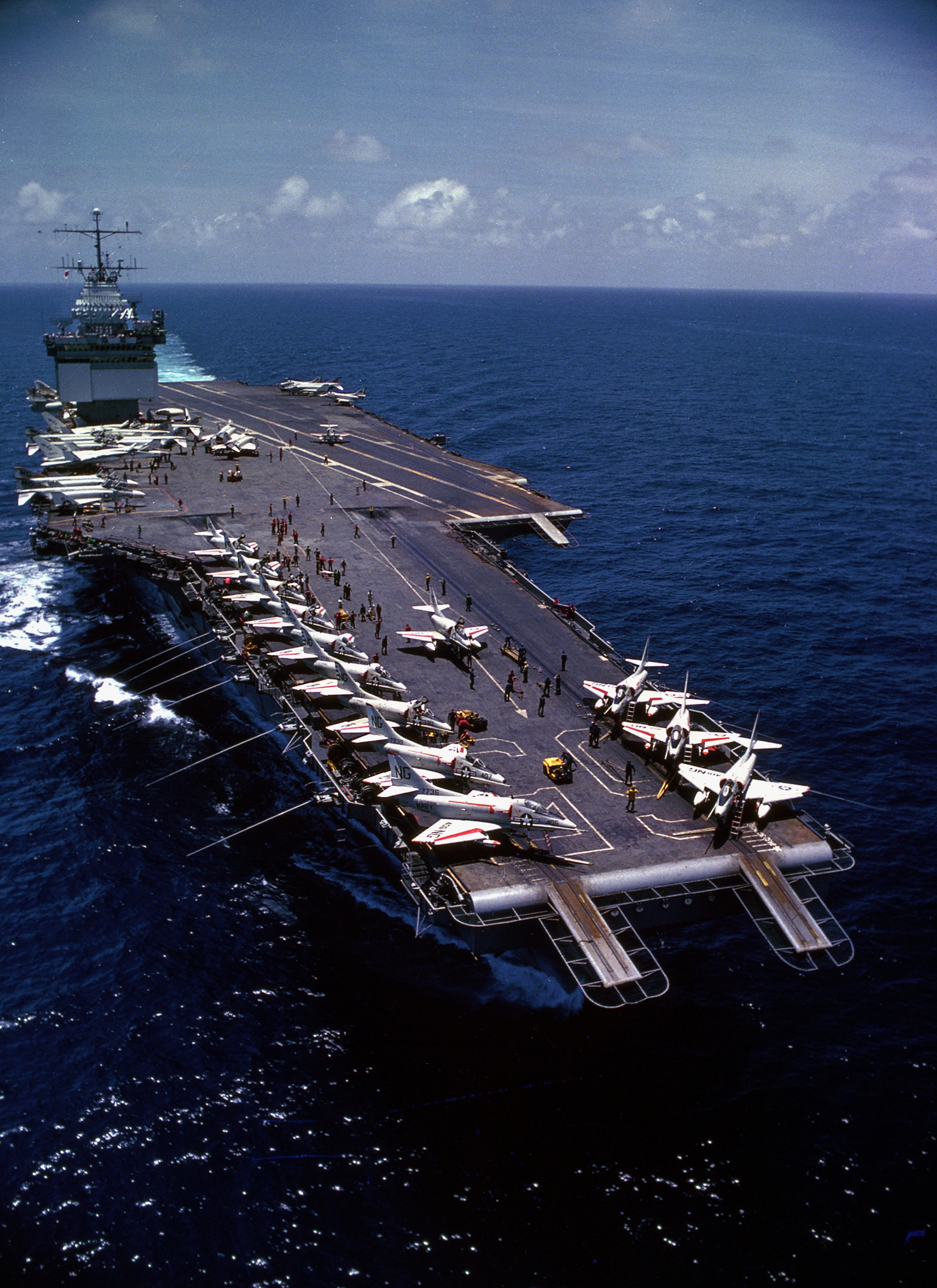
USS Enterprise em missão no Golfo de Tonkin
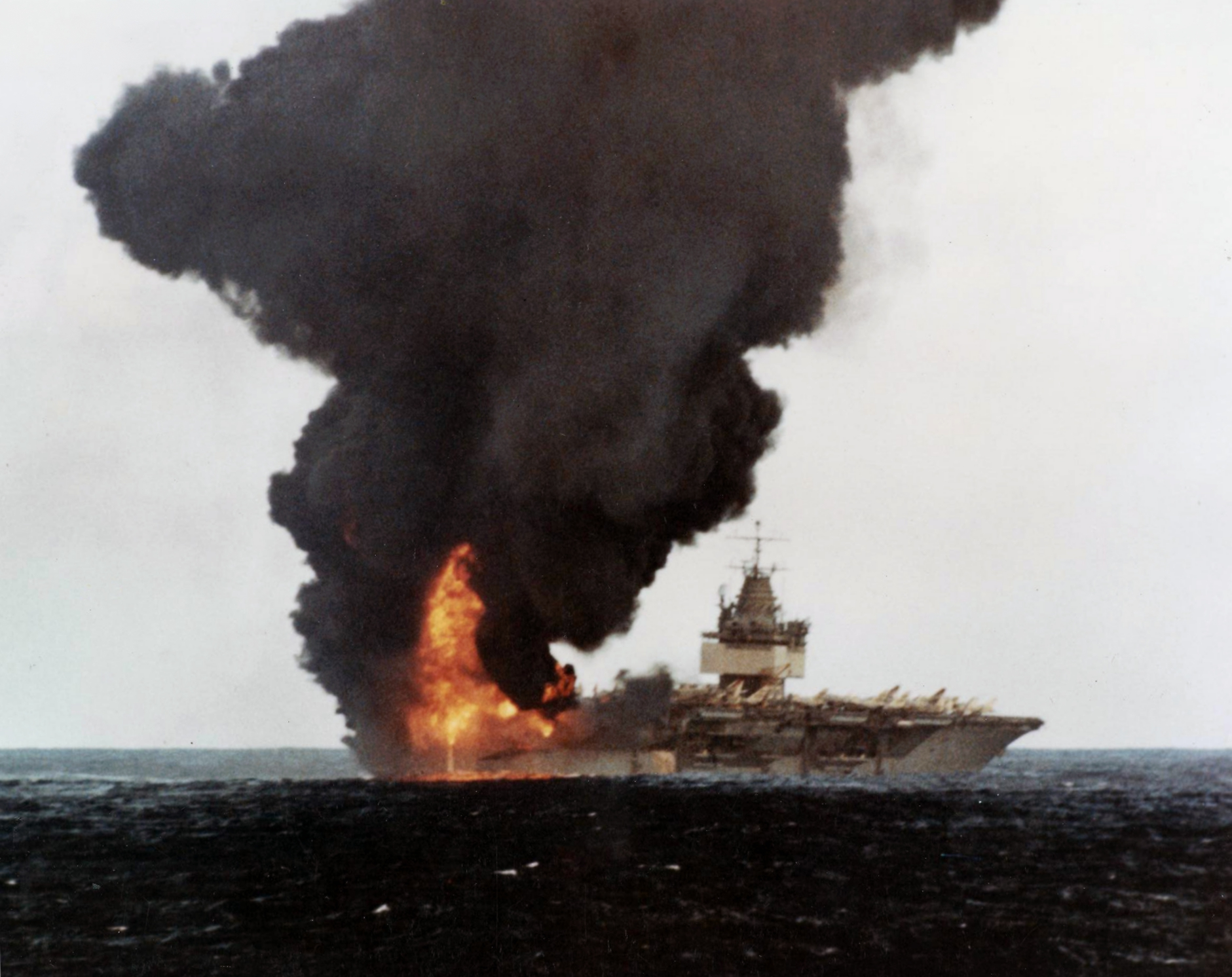
Incêndio ocorrido em 14 de Janeiro de 1969, em águas havaianas
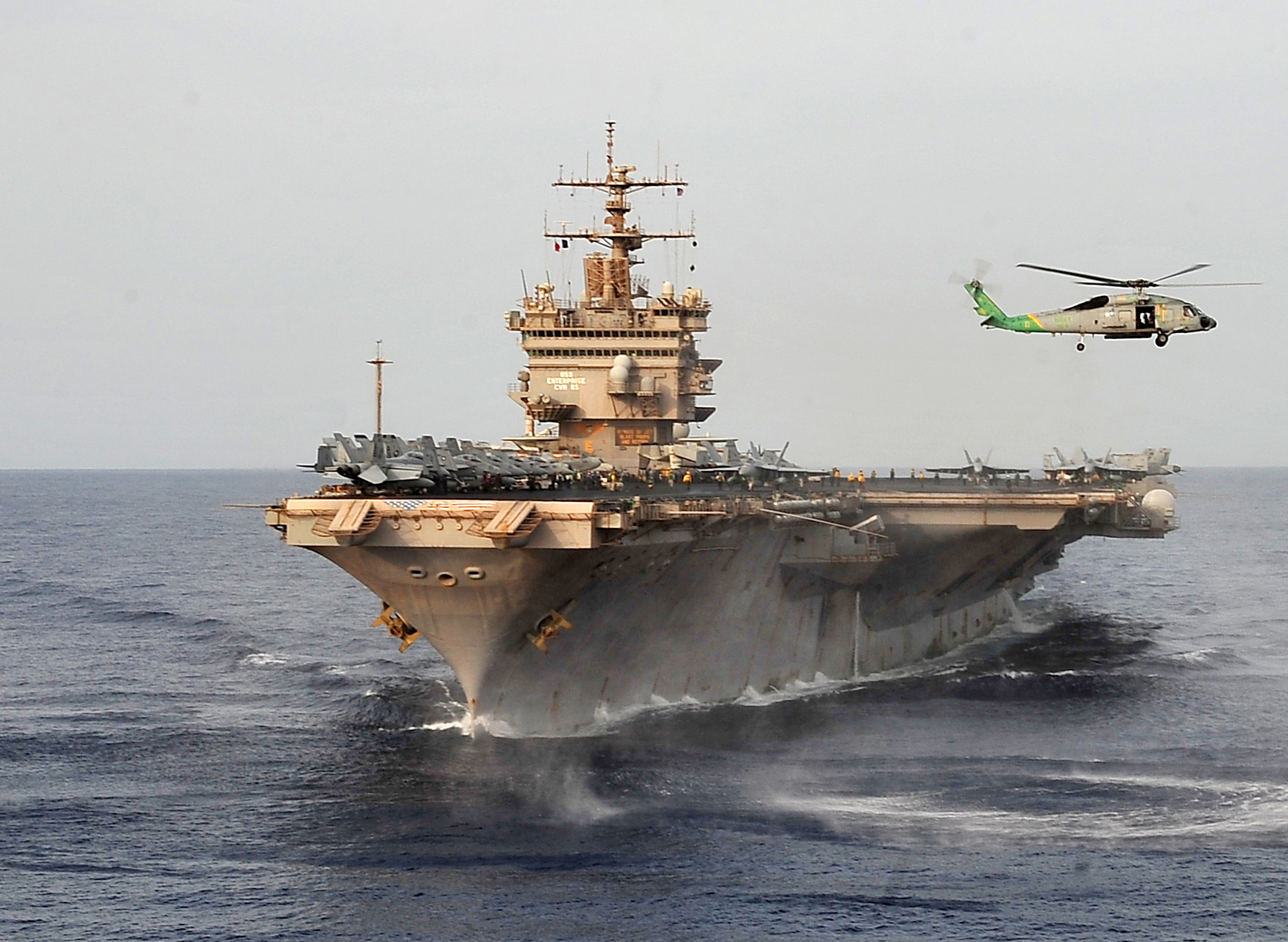
O Enterprise poucos anos antes da sua aposentadoria

### Imagens internas

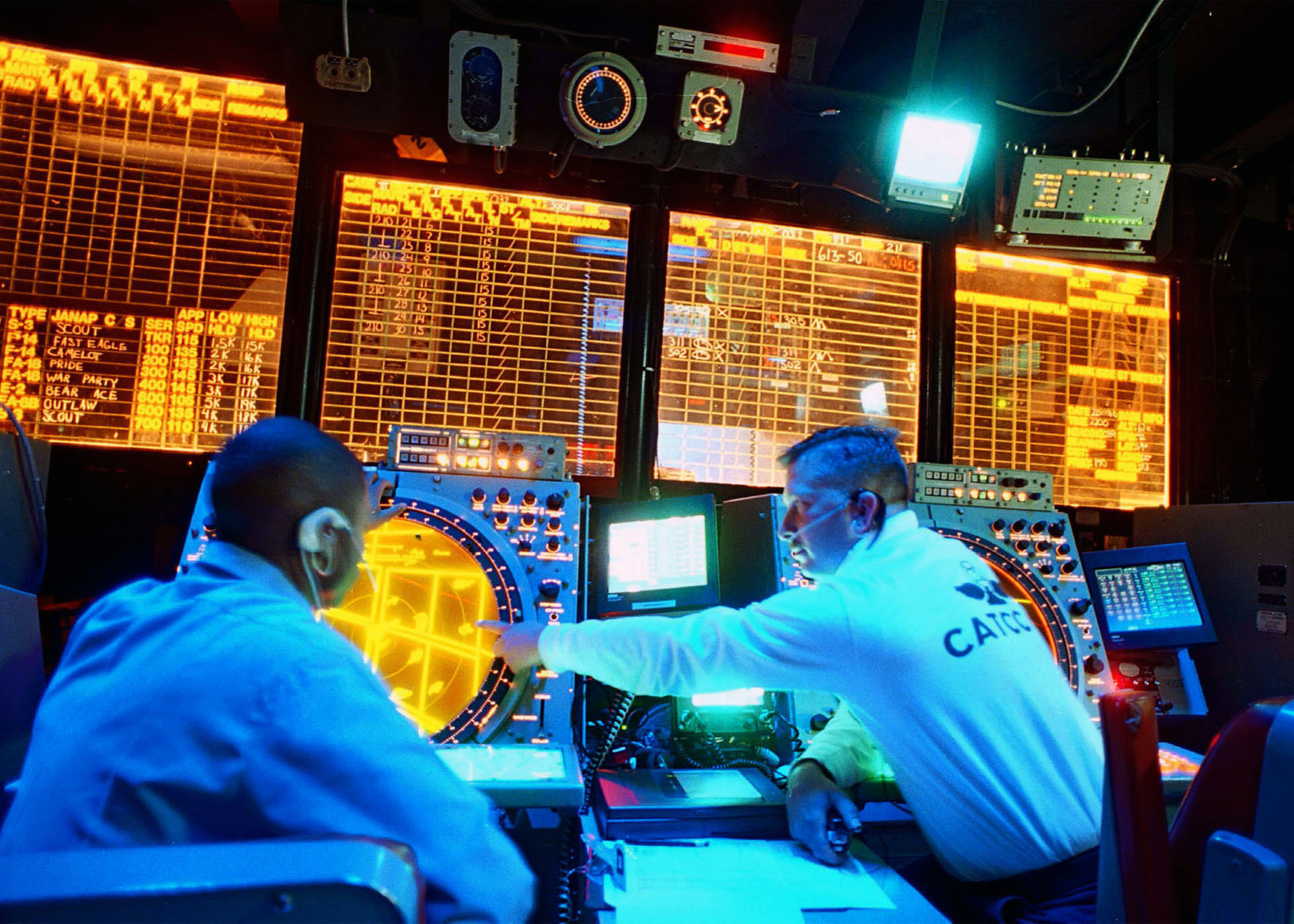
Sala de Controle de Tráfego Aéreo
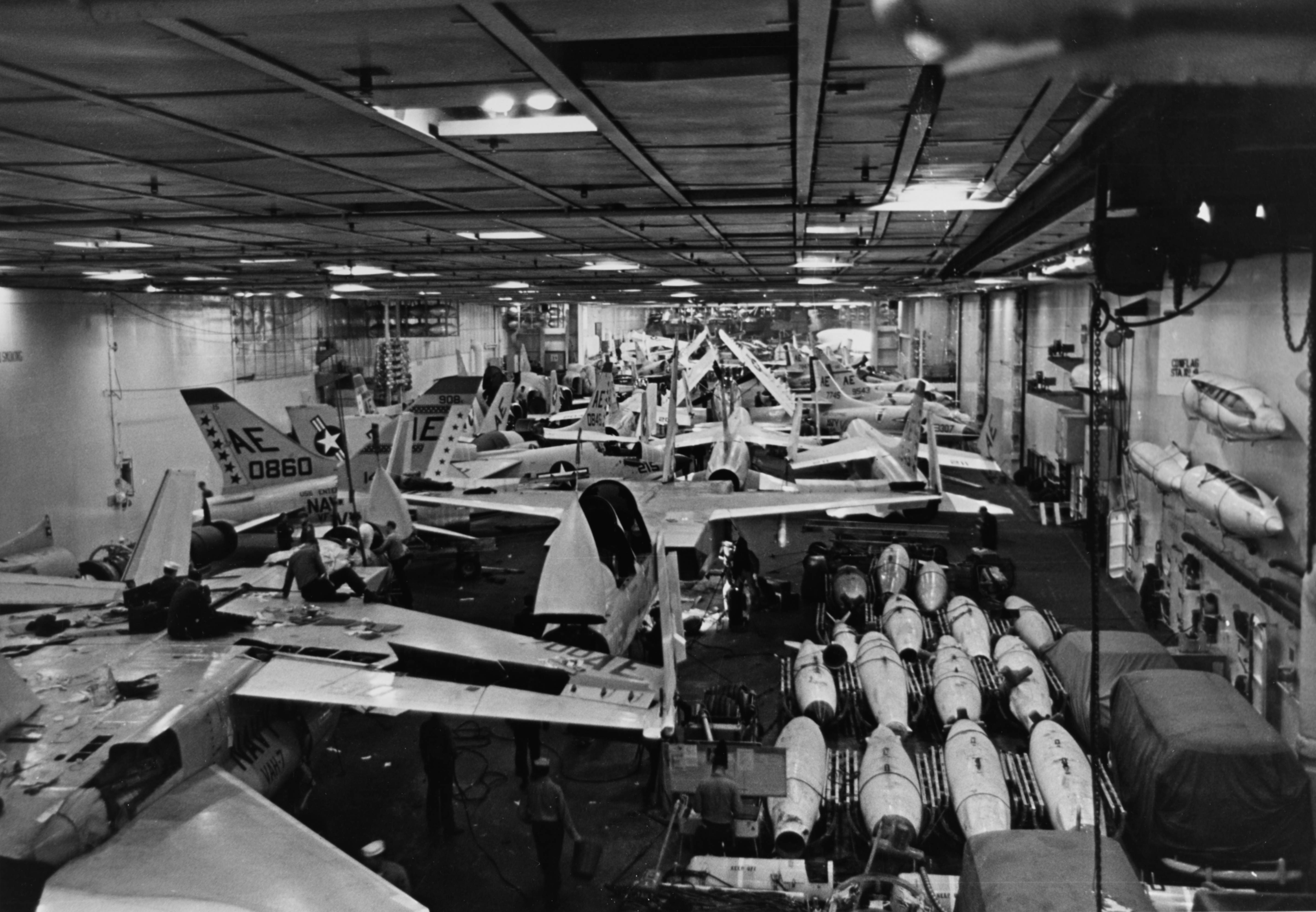
Convés do hangar em 1964
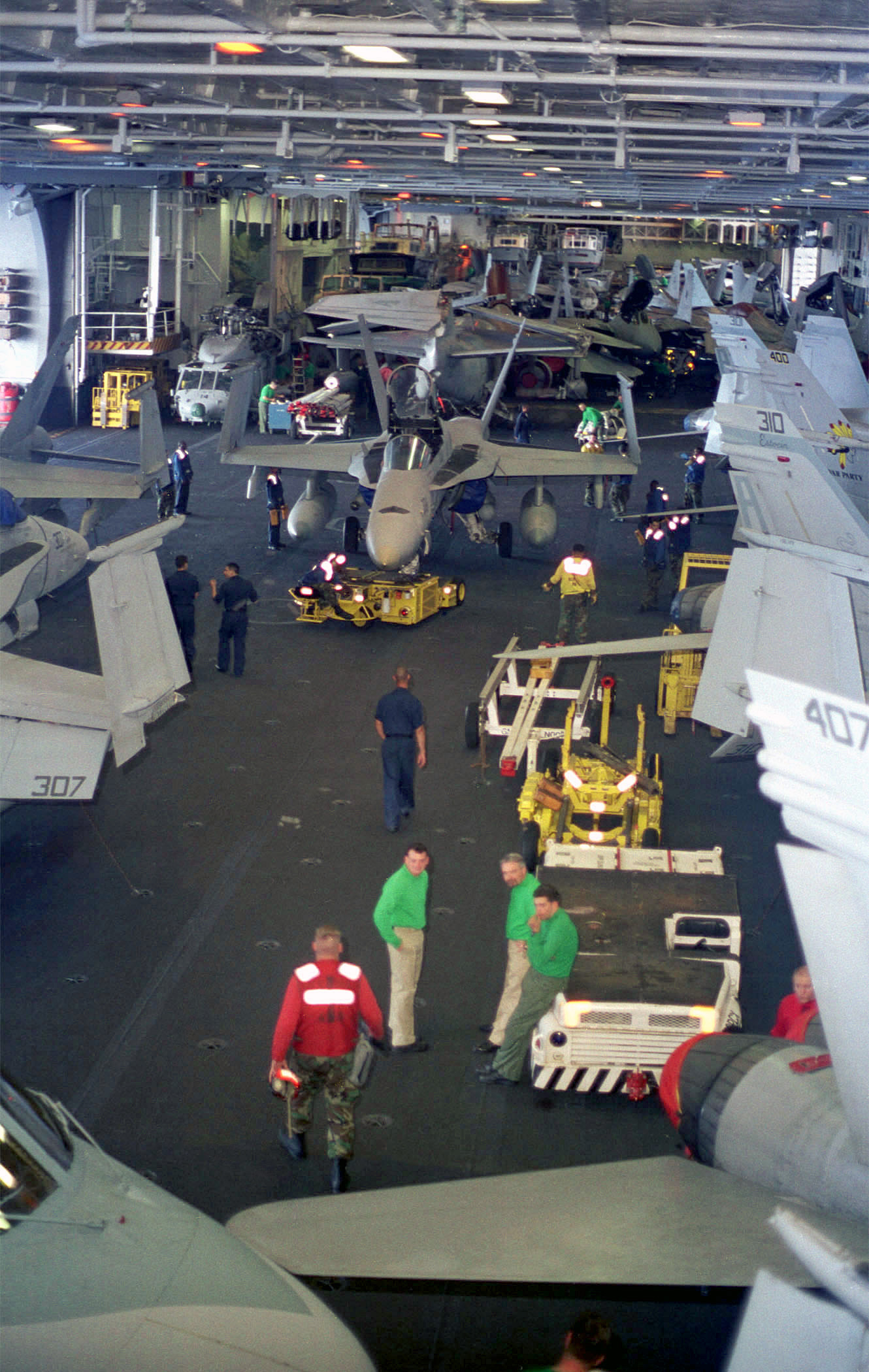
Convés do hangar em 2000
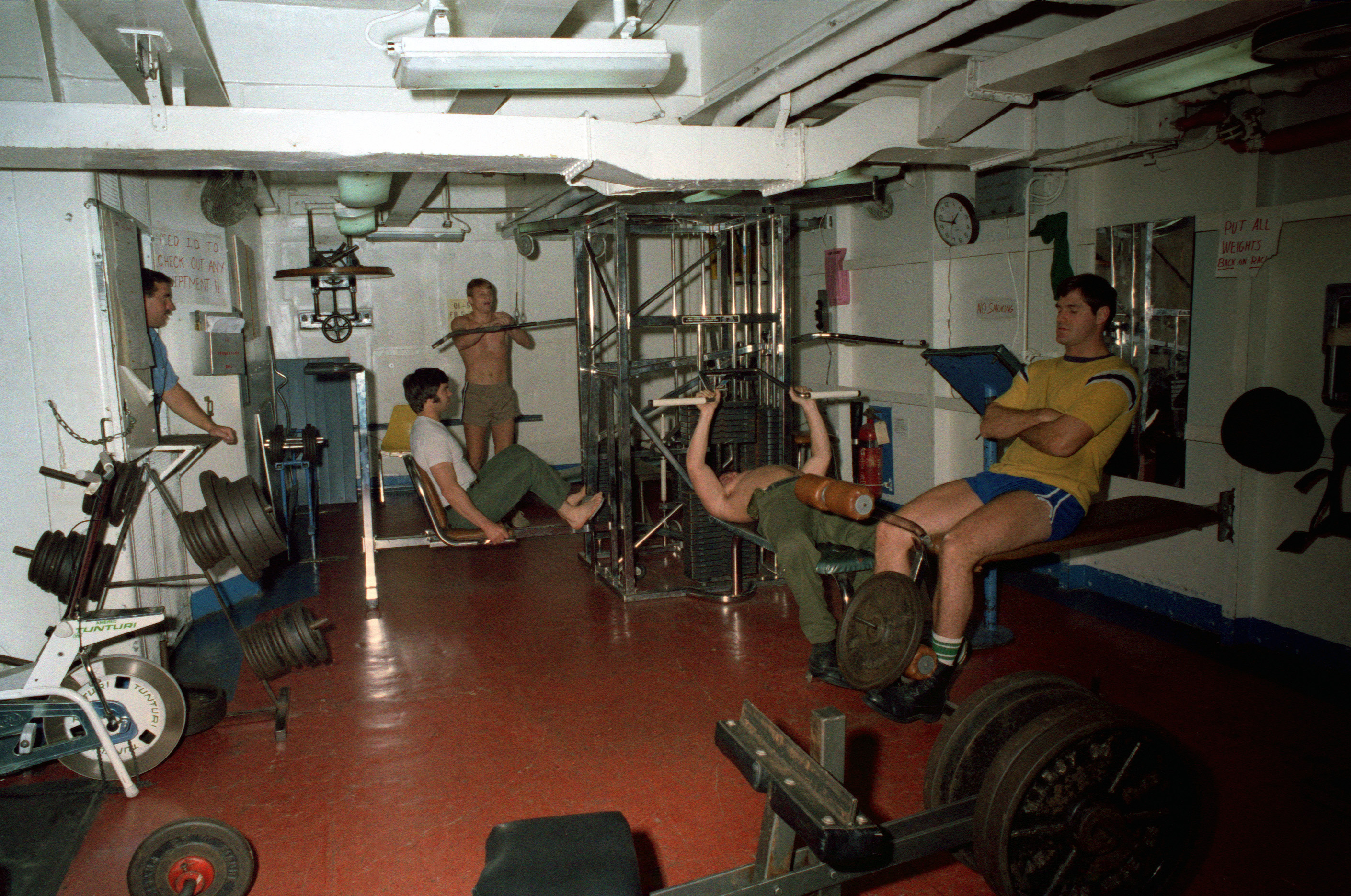
Sala de exercícios
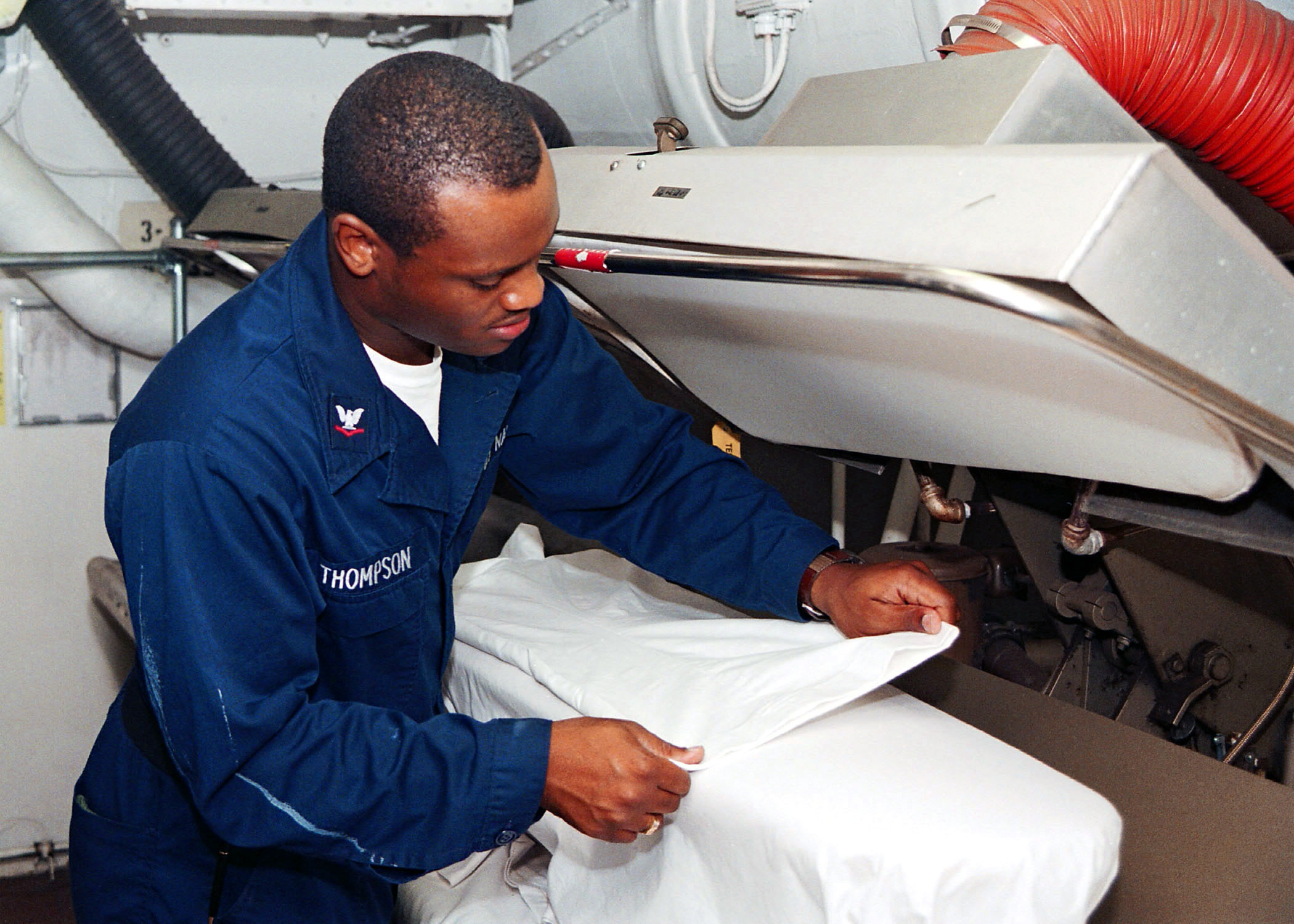
Lavanderia
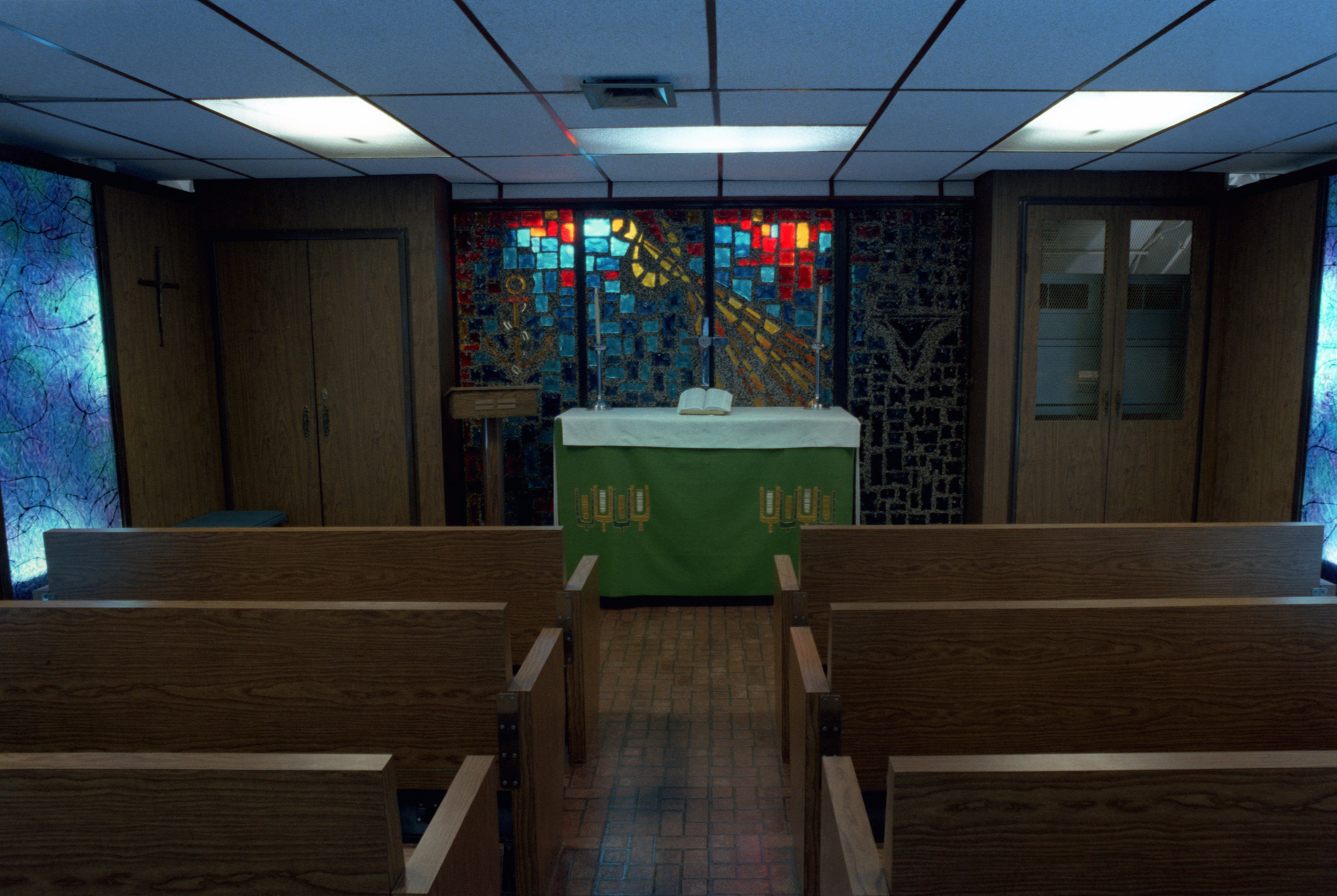
Capela
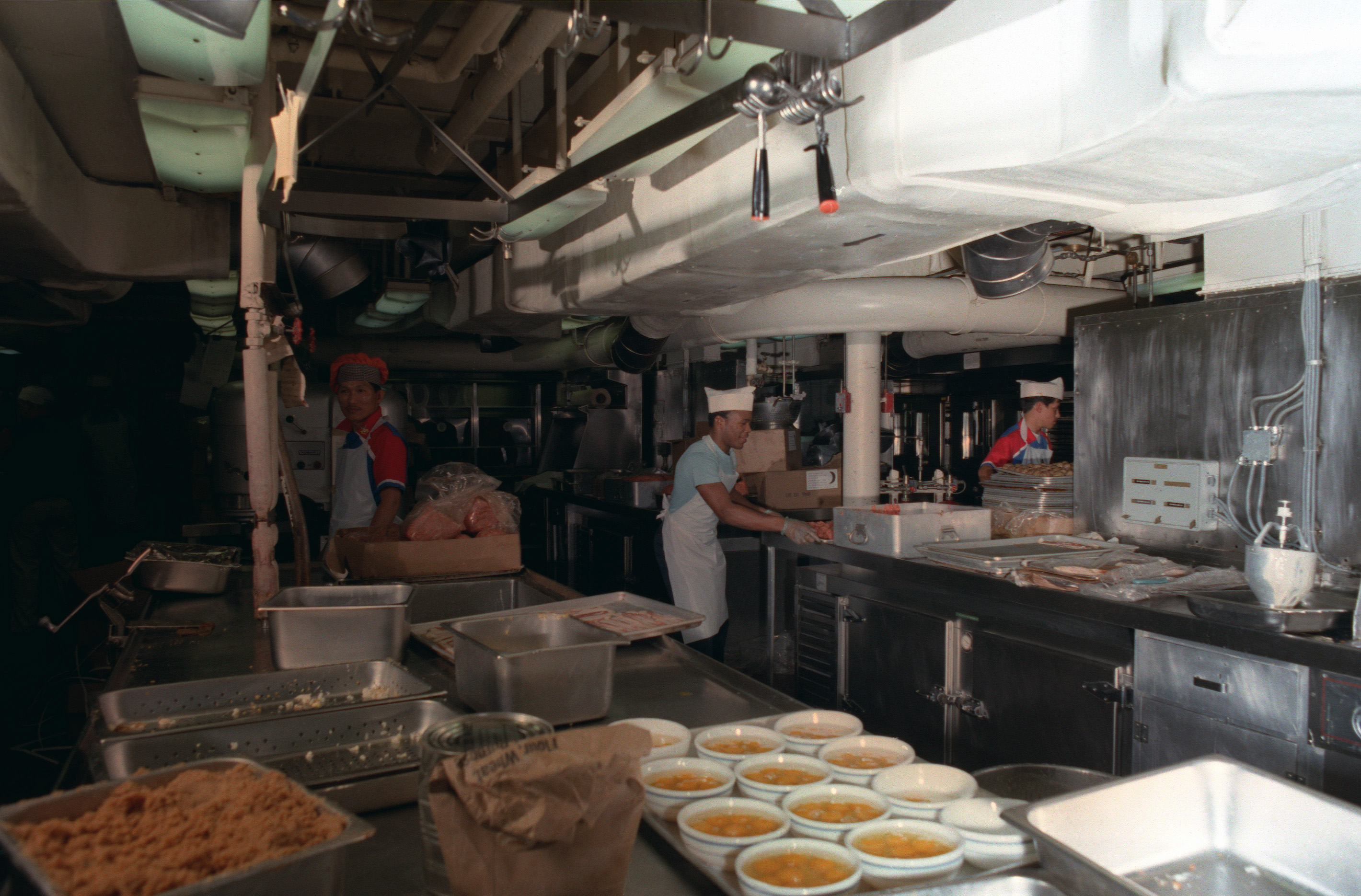
Cozinha

## Honrarias e condecorações
|                                                       | Bronze star · Bronze star · Bronze star                             | Silver star · Bronze star |
|                                                       | Silver star · Bronze star · Bronze star · Bronze star · Bronze star | Bronze star               |
| Bronze star                                           | Bronze star                                                         | Silver star · Silver star |
| Bronze star · Bronze star · Bronze star · Bronze star |                                                                     |                           |

| Joint Meritorious Unit Award                                               | Navy Unit Commendation com três estrelas de serviço             | Meritorious Unit Commendation com seis estrelas de serviço |
| Navy E Ribbon com três insígnias "E" de "Battle Efficiency"                | Armed Forces Expeditionary Medal com nove estrelas de serviço   | Navy Expeditionary Medal com uma estrela de serviço        |
| Armed Forces Service Medal com uma estrela de serviço                      | Humanitarian Service Medal com uma estrela de serviço           | Vietnam Service Medal com dez estrelas de serviço          |
| Global War on Terrorism Expeditionary Medal com quatro estrelas de serviço | Republic of Vietnam Meritorious Unit Citation (Gallantry Cross) | Republic of Vietnam Civil Actions Unit Citation            |